# Operculicarya hyphaenoides
Operculicarya hyphaenoides är en sumakväxtart som beskrevs av Joseph Marie Henry Alfred Perrier de la Bâthie. Operculicarya hyphaenoides ingår i släktet Operculicarya och familjen sumakväxter. Inga underarter finns listade i Catalogue of Life.